# クライメートクロック
気候時計またはクライメートクロック（英: Climate Clock）とは、地球温暖化が進み、地球が限界を迎えてしまうまでの残り時間を示したものである。地球の平均気温が1.5℃上昇し、気候変動による負の影響から取り返しがつかなくなってしまうまでのタイムリミットを伝えるものである。

## 概要
クライメートクロックは2015年にHuman Impact Labという組織によって立ち上げられた。毎年、最新の二酸化炭素排出量や気温上昇率に基づいて更新されている。2022年6月現在、クライメートクロックは2029年7月末にゼロになることを示している。
クライメートクロックはニューヨークやベルリンなどの都市に設置されており、多くの人々に気候変動の緊急性を訴えている。また、ウェブサイトやアプリなどでも見ることができる。

## 日本での展開
日本では、18歳～21歳の7人を中心に構成する「気候変動アクティビスト」集団「a（n）action（アナクション）」と、SEAMES（目黒区）が日本版クライメートクロックを製作・設置している。インターナショナルのソースを活用し、炭素予算（気温上昇を一定レベルに抑える場合に想定される温室効果ガスの累積排出量の上限値））と現在の排出量から科学者が算出した時間を表示し、気候変動に関する政府間パネル（IPCC）の発表に合わせ変動する

。
2022年4月15日、渋谷駅前の「SHIBU HACHI BOX」内の観光案内所に小型のクライメートクロックが設置された。これは日本で初めての設置である。クロックにはホームページにつながるQRコードも表示されており、アクセスした先では「政府による気候変動対策の加速を求める宣言」に1タップで参加できる仕組みが用意されている。宣言が１万回を突破するごとに、アナクションのメンバーが環境省に通知し、さらなるアクション喚起を要請する。
小型クロックは1年以内など「早いスピードで」区内100カ所に設置を目指している。今月中をめどに渋谷区役所内に設置を予定しているほか、文化施設や商業施設のレストルーム、エレベーター、商店のレジなどを検討している。